# Терамен
Терамен (грч. Θηραμένης, до 404. п. н. е.) је био истакнути атински државник при крају Пелопонеског рата. Посебно је био ативан током два периода олигархијске власти у Атини, као и током суђења генералима који су командовали током битке код Аргинуских острва 406. п. н. е. Био је умерени олигарх и често је био разапет између демократа са једне стране и екстремних олигарха са друге стране. Успешно је заменио 411. п. н. е. ужу олигархију једном широм олигархијом. Није успео током 404. п. н. е. да постигне исти успех, јер су му се много супротстављали екстремисти, који су га и погубили.
Терамен је био централна личност током 4 велике епизоде атинске историје. Појавио се први пут током 411. п. н. е. као један од вођа олигархијског преврата. Није се слагао са осталим вођама олигархијског преврата, па је уску олигархију заменио широм умереном олигархијом. Након тога неколико година је служио као генерал, али током 407. п. н. е. није био поново изабран. Током битке код Аргинуских острва био је тријерарх и тада је требало да спаси атинску војску, чији су бродови потопљени. Олуја га је спречила да спаси атинску војску, а тај инцидент у коме је страдало 5.000 Атињана изазвао је велики бес у Атини. У процесу, који је уследио Терамен се одбранио, а шест других генерала је осуђено на смрт. Након пораза у бици код Егоспотама Тераман је са Спартом утаначио услове, под којима би се Атина предала. Након тога постао је члан олигархијске власти, познате као Тридесет тирана. Убрзо након тога Терамен је дошао у сукоб са екстремним члановима владе. Протестовао је због режима терора, које је та власт завела, па су га због тога оптужили пред олигархијском скупштином. Пошто скупштина није хтела да га осуди погубили су га без суђења.
Терамен је остао контроверзна личност након смрти.

## Историјски извори
Није позната античка биографија о Терамену, али његов живот и дела су релативно добро документовани. Оратор Лисија је о њему говорио веома опширно у неколико својих говор, али увек непријатељски према Терамену. Терамен се појављује у Тукидидовом Пелопонеском рату, ту је описан почетак његове каријере. Ксенофонт описује неколико епизода из Тераменова живота. Диодор са Сицилије такође описује неколико епизода из Тераменова живота, али прича му се на неколико места разликује од Ксенофонтове.

## Породица
Његов отац Хагнон имао је истакнуту улогу у атинском политичком животу деценијама пре појаве Терамена на политичкој позорници. Предводио је групу колониста, који су основали Амфипољ 437/436. п. н. е. Служио је као генерал неколико пута током Пелопонеског рата, а био је и један од потписника Никијиног мира. Хагнон је био један од 10 комесара, које је изабрала влада четири стотине да би 411. п. н. е. написали нови устав.

## Олигархијски преврат 411. п. н. е.
Након пропасти Сицилијанске експедиције 413. п. н. е. избиле су побуне међу атинским савезницима. Никијин мир је пропао, а Пелопонески рат се наставио 412. п. н. е. Тада су многи атински аристократи сковали заверу да збаце демократску власт у Атини. Заверенике је предводио Писандар, а Терамен је био један од истакнутих завереника. Заверу је потакао Алкибијад, који је тада био помоћник персијског сатрапа Тисаферна. Алкибијад је тврдио да има велики утицај на Тисаферна и да ће се вратити у Атину и да ће Атињанима омогућити персијску подршку само ако успоставе олигархију. Због тога су бројни тријерарси и остали заповедници атинске војске на Самосу почели да планирају збацивање демократије.
Послали су Писандра у Атину, а он је пренео поруку да ће се Алкибијад вратити и да ће имати персијску подршку ако демократију замене олигархијом. Писандар је објаснио Атињанима да им нема другог спаса у рату са Спартом сем да добију персијску подршку. Наговорио је атинску народну скупштину да пошаљу њега и још десеторо представника код Тисаферна. Послали су га давши му потпуно овлаштење да направи споразум какав мисли да је најбољи. Писандар је по Атини обишао тајна удружења и позвао их да укину демократију.
Алкибијад није успео да наговори сатрапа Тисаферна да постане савезника Атињана, а да би прикрио ту чињеницу приликом преговора Тисаферна са Писандром и осталим Атињанима тражио је од њих превише. Алкибијад је удесио да Тисаферн тражи све веће уступке, тако да су Атињани морали да одбију, па су они били кривци пропасти преговора. Писандар и остали вратили су се на Самос, где су завереници радили на томе да осигурају контролу над великом атинском војском, која се налазила на Самосу. Почели су да планирају и преврат на Самосу и успоставу олигархије на Самосу. У међувремену у Атини партија младих олигархијских револуционара успела је да атентатима и притисцима добије фактичку контролу власти. И даље је постојала народна скупштина и веће пет стотина, али плашили су се да доносе одлуке, које се нису свиђале завереницима.
Након Самоса завереници су се вратили у Атину. Терамен је био један од истакнутих завереника, па Тукидид за њега каже да је био један од вођа партије, која је оборила демократију и каже да је био одличан говорник и пун идеја. Сазвали су народну скупштину и предложили су серију мера, којима су демократију формално заменили владом четири стотине, који су могли сазивати веће пет хиљада. Народна скупштина је изабрала и десет законодаваца, који је требало да напишу устав. Након тога завереници су са сакривеним оружјем дошли и истерали су веће пет стотина. Пошто се нико није бунио власт је преузело веће четири стотине. Нова власт почела је да се обрачунава са политичким противницима. Убили су мали број људи, неке су затворили, а неке прогнали.

## Спречен олигархијски преврат на Самосу
У том тренутку појавило се неколико сукоба, који су угрожавали будућност олигархијске власти у Атини. Планирани преврат на Самосу спречиле су самоске демократе и група Атињана. Када је војска на Саму чула је за олигархијски преврат и за преувеличане гласине о злочинима нове власти они су се заклели да ће подржавати демократију и бити против олигархије. Војска на Самосу изабрала је нове војсковође Тразибула и Тразила.

## Расцеп умерених и радикалних олигарха
У то време у Атини је дошло до расцепа између умерених и радикалних олигарха. Терамен и Аристократ Скелијин били су вође умерене струје. Екстремну струју предводио је Фриних, а у њој су били Писандар и Антифон. Екстремна струја домнинирала је већем четири стотине. Умерена струја се залагала за ширење олигархије на 5.000, што би укључивало све који имају статус хоплита или виши. Док се екстремна струја залагала за мир са Спартом под било којим условима, дотле се умерена струја залагала за мир под условом да остане неокрњена атинска моћ.
Убрзо након преузимања власти вође екстремне струје почеле су са изградњом утврђења у Етијони, доминантној тачки на улазу у луку Пиреј. Циљ је наводно био да се спречи напад атинске флоте са Самоса. Ту су направили утврду, у коју су ускладиштили све атинско жито. Терамен је протестовао говорећи да та утврда не служи да спречи напад флоте са Самоса, него да је сврха утврде да се преда Спартанцима, који би онда потпуно контролисали луку и Атину.
Терамен је у почетку био опрезан, али његова струја се охрабрила и покренула због неколико догађаја. Пелопонеска флота је била наводно послана да помаже антиатинске снаге на Еубеји. Док су се кретали обалом Пелопонеза Терамен је оптуживао да Пелопонежани намеравају да заузму Етијону уз помоћ екстремне струје у Атини. Други важан догађај било је убиство вође екстремне струје након његовог повратка из преговора са Спартом. Ухваћен је био један од помагача атентатора, али нису нашли ко је крив. Пошто је пелопонеска флота напала Егину, која је била близу Пиреја Терамен је одлучио да крене у акцији. Рекао је да је мало вероватно да пелопонеска флота на путу за Еубеју скрене и нападне Егину, а да их неко није позвао са намером да заузму Атину.

## Терамен уводи умерену олигархију
Један од заповедника у Пиреју Аристократ ухапсио је тада генерала Алексикла оданог екстремној струји. Екстремна струја олигархијске владе захтевала је акцију и претили су Терамену и његовим присталицама. Терамен је тада кренуо у Пиреј да ослободи ухапшеног Алексикла. Заједно са њим био је један умерени и један екстремни заповедник. Ослободили су Алексикла. Када је војска питала Терамена да ли утврђење Етијону треба срушити, он се сложио са њима, па су срушили Етијону. Пелопонежанска флота се приближила Пиреју, али отпловили су за Еубеју, кад су видели да је утврђење уништено. Неколико дана касније Атињани су свргли власт четири стотине и заменили су је владом пет хиљада.

## Заповедник
Под владом пет хиљада успостављеном 410. п. н. е. Терамен је неколико година био генерал. Командовао је флотом у Егејском мору и на Хелеспонту. Терамен се придружио Тразибулу и осталим генералима, које је изабрала војска на Самосу. Након атинске победе у бици код Абида спремио се да са 30 трирема нападне Еубеју, која је градила мост преко кога би Еубеја имала везу са Беотијом. Терамен је покушао да спречи раднике, који су учествовали у градњи моста, али пошто га је непријатељска војска спречила Терамен је одустао и након тога је пљачкао непријатељску територију и прикупио је доста плена. Посетио је и савезничке градове, од којих је наплатио данак. На Паросу је свргнуо олигархијску власт и наплатио је много од пароских олигаргха.
Након тога отпловио је са својом флотом у Македонију, где је помагао македонском краљу Архелају I Македонскоме у опсади Пидне. Како се опсада отегнула, Терамен је отишао да се придружи Тразибулу у Тракији. 

## Битка код Кизика
Спартански адмирал Миндар је заузео Кизик. Терамен је командовао једним крилом атинске флоте у бици код Кизика 410. пре н. е, у којој су Атињани победили. У тој бици Атињани су навукли спартанску флоту да следи 20 Алкибијадових бродова. Када су се спартански бродови удаљили довољно далеко од Кизика појавила су у њиховој позадини два атинска ескадрона под заповедништвом Тразибула и Терамена. Они су им одсекли одступницу. Спартанска флота се нашла у замци, па су побегли на једну плажу. Током бега су имали губитака. Алкибијадова војска се искрцала са намером да зароби спартанске бродове. У близини се налазила персијска војска, која је помагала Спартанцима и почела је да потискује Атињане, али тада је Тразибул искрцао своју војску, а онда се искрцала и Тераменова војска. Јача атинска војска надјачала је и потиснула Спартанце и Персијанце. Заробили су све спартанске бродове, који претходно нису били уништени. Атињани су заузели Кизик, изградили су утврђење Крисополис и након тога наплаћивали су пролазак кроз Боспор. Терамен је остао у том утврђењу и са 30 бродова надгледао је сакупљање царине за пролаз кроз Боспор.
Нешто након битке у Атини је поново успостављена демократија.

## Битка код Аргинуских острва
Терамен је остао генерал током 407. п. н. е., али након пораза у бици код Нотијума 406. п. н. е. Терамен није био поново изабран.
Међутим касније је био тријерарх, када су Атињани послали флоту да помогну Конону, кога је код Митилене блокирао Каликратида са већом спартанском флотом. У бици код Аргинуских острва 406. п. н. е. победила је атинска флота. Спартанска флота је била готово потпуно уништена, а Каликратида је погинуо. Након победе у бици атински генерали су разматрали шта да учине. Имали су два проблема. Етеоник је и даље са 50 бродова у Митилени опседао Конона. Други проблем су били морнари са 25 потопљених атинских бродова. Атињани су поделили своју флоту. Већи део флоте је кренуо за Етеоником. Тразибула и Терамена су оставили са задатком да спасавају преживеле морнаре са 25 атинских потонулих бродова. Међутим олуја их је спречила да било шта предузму. Због тога је Етеоник успео да побегне са својим бродовима, а атинске морнаре нису успели да спасу, па је то довело до политичког окршаја у Атини. Тада се у мору подавило између 1.000 и 5.000 морнара.
Велика трагедија изазвала је политичку олују у Атини. Када су се остали генерали вратили у Атину сумњали су да су Терамен и Тразибул нахушкали скупштину на њих. Након тога они су оптужили Тразибула и Терамена. Када се појавио пред скупштином Терамен је показао писмо од генерала у коме су они наводили олују као узрочника несреће. Након тога народни гнев се окренуо против осталих генерала. Уследило је суђење. Двојица су побегла, а шесторица су осуђена на смртну казну. Диодор од Сицилије сматра да су генерали направили критичну грешку када су покушали да оптуже Терамена. Терамен као познати оратор и његове присталице могли су да им помогну, али пошто су их генерали оптужили постали су им непријатељи.

## Преговори о миру
Током 405. п. н. е. Лисандар је уништио атинску морнарицу у бици код Егоспотама. Атињани више нису имали довољно новца да би изградили нову флоту, па су само могли да чекају. Лисандар је блокирао Атину и са копна и са мора. Пошто су им залихе хране биле на измаку Атињани су послали изасланике на преговоре са спартанским краљем Агисом II, који је логоровао ван зидина. Атињани су Спарти нудили савез, само да им оставе зидине и луку. Агис је тврдио да он нема довољно овлаштења да преговара о миру, па је од Спарте стигло обавештење да Атињани морају да дођу са бољим предлогом, ако желе мир.
Терамен је тражио од скупштине да њега пошаљу као изасланика до Лисандра, да би се сазнале намере Спарте. Лисандар је тада опседао Самос. Терамен је отишао на Самос, а онда у Спарту и испреговарао је мир, којим је окончан Пелопонески рат. Атина је по том споразуму требало да сруши дуги зид и зидине око Пиреја, атинска флота је требало да буде ограничена, а атинска спољна политика требало је да буде под надзором Спарте. По споразуму требало је да Атињани користе "устав својих предака". Када се Терамен вратио у Атину народна скупштина је прихватила споразум и тада је окончан Пелопонески рат након 28 година.

## Тридесеторица тирана
Након што се Атина предала срушен је дуги зид, који је везао Пиреј и Атину, а спартански гарнизон је остао да надгледа разарање зидина. Лисандар је отишао на Самос да заврши опсаду. По једној тачки мировног споразума протерани су се могли вратити у Атину, а међу њима је било много олигархијских агитатора.
Током 404. п. н. е. позвали су Лисандра, који је надгледао промену владе. Један политичар присталица олигархијске струје Драконтида залагао се да се власт преда тридесеторици изабраних људи. Терамен је подржао његов предлог. Лисандар је извршио притисак претећи да ће казнити Атињане јер нису срушили дуге зидине на време. Након тога Атињани су у народној скупштини изгласали да тридесеторица владају Атином. Десеторицу су изабрали екстремни олигарси, десеторицу је изабрао Терамен (изабрао је и себе), а десеторицу је изабрао и Лисандар.
Влада је позната под називом "Тридесеторица тирана" . Бивши прогнаник Критија предводио је олигархе. Позвали су спартански гарнизон да се брине о њиховој безбедности и онда су започели владавину терора убијајући оне за које су мислили да могу да их угрозе, било каквим акцијама. Током те кампање терора настао је расцеп између Терамена и вођа Тридесеторице тирана, који су подржавали Критију. Терамен је говорио да није потребно да се убијају људи, који не показују знаке да ће олигархији нанети штету, него су само довољно популарни. Иако је Терамен протестовао наставили су са погубљењима. Након тога Терамен је говорио да ако намеравају да владају силом да онда треба да имају ширу базу. Критија и остали су се бојали да Терамен не поведе покрет против њих, па су због тога одлучили да 3.000 људи буду помоћници нове власти. Терамен је опет говорио да то није довољно. Критија и олигарси су онда сазвали војну смотру, па су уз помоћ спартанског гарнизона током смотре запленили оружје од свих грађана сем оних 3.000.
Након тога започели са још већим терором. Да би дали плате спартанском гарнизону Критија и остали наредили су да сва Тридесторица треба да хапсе све метеке (странце са правом боравка у Атини ) у Атини и да им одузимају имовину. Терамен је опет протестовао и одбио је да послуша њихово наређење.

## Смрт
Критија и његови истомишљеници сматрали су Терамена великом претњом њиховој власти, па је Критија на скупштини 3.000 грађана оптужио Терамена да је рођени издајник, који је увек спреман да мења своје политичко опредељење како се околности мењају. Тврдио је да је Терамен спреман да служи свакој власти, било да је демократска или олигархијска и да само гледа свој лични интерес. Терамен је одговорио да је његова политика увек била конзистентна. Рекао је да је он увек био за умерену политику, да није био ни за екстремну демократију, ни за екстремну олигархију и да је за њега идеалан облик владе била она од људи статуса хоплита или вишег. Тераменов говор је успешно одјекнуо код слушалаца, па се Критија није усудио да стави скупштини од 3.000 да гласа о Тераменовој кривици.
Критија се саветовао са преосталим од Тридесторице тирана, па су наредили да се Тераменово име избрише из листе 3.000 пуноправних грађана, који су имали право суђења. Терамен је побегао у светилиште надајући се азилу, али извукли су га одатле. Натерали су га да попије отров од бунике.